# Dexheim
Dexheim est une municipalité de la Verbandsgemeinde Nierstein-Oppenheim, dans l'arrondissement de Mayence-Bingen, en Rhénanie-Palatinat, dans l'ouest de l'Allemagne.

## Illustrations

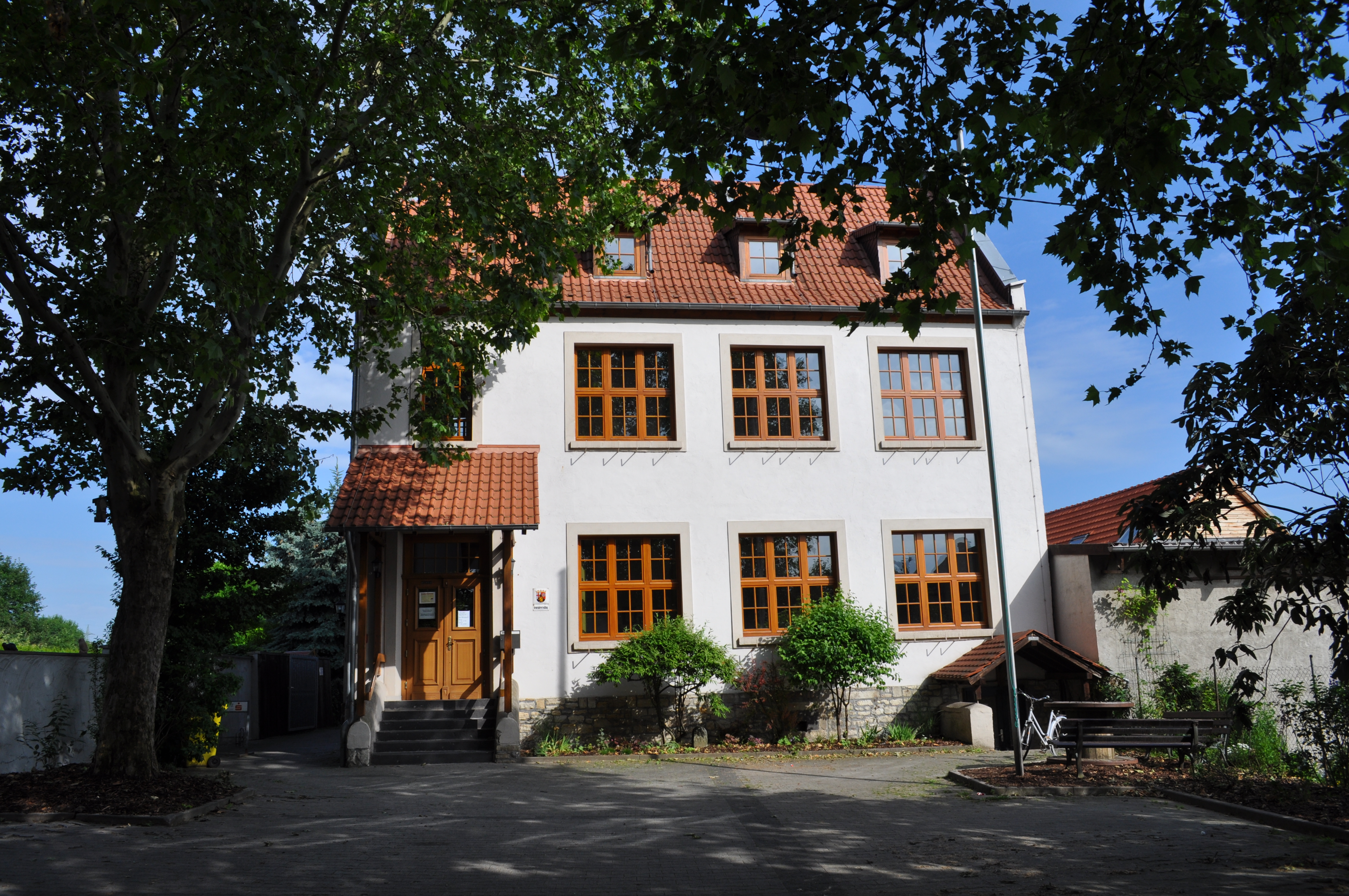
Mairie de Dexheim
Localisation de Dexheim dans la Verbandsgemeide et dans l'arrondissement